# Анна и Сергей Литвиновы
Сергей Витальевич Литвинов и Анна Витальевна Литвинова— российские писатели-соавторы в жанре остросюжетного романа. Брат и сестра. Первая повесть литературного дуэта, «Отпуск на тот свет», вышла в 1998 году.
Создатели более 40 романов и 6 сборников рассказов. Совокупный тираж книг Литвиновых превысил 8 млн экземпляров. Создают детективы на актуальные темы современности, книги рассчитаны на широкую читательскую аудиторию.

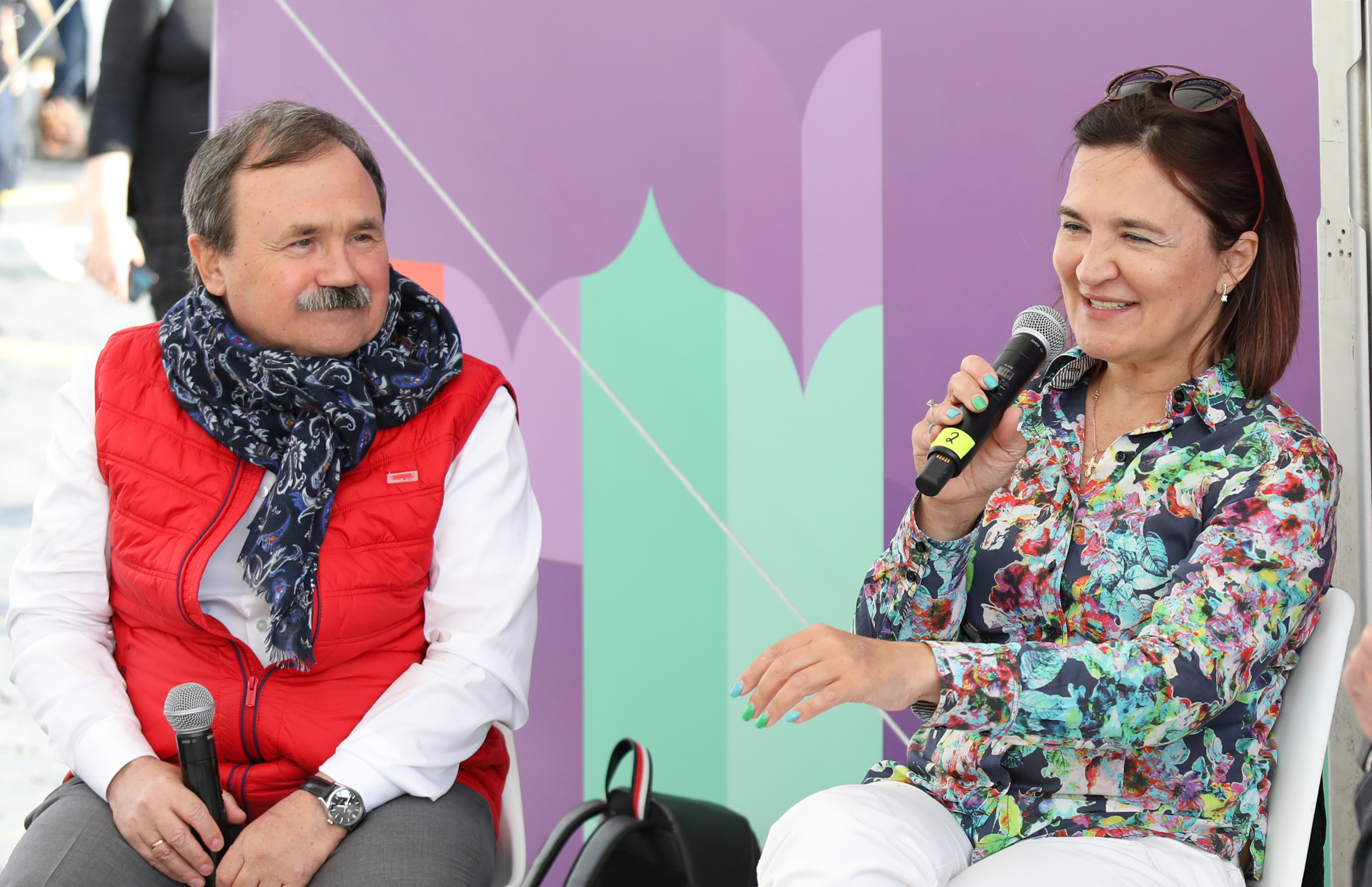
Анна и Сергей Литвиновы на книжном фестивале «Красная площадь» - 2023

## Биография
Из семьи технических специалистов: мать — инженер-энергетик, отец — военный инженер в космической отрасли, впоследствии подполковник в отставке. Родились в Москве: Сергей — 17 января 1960 года, Анна — 12 апреля 1971 года.
Сергей окончил Московский энергетический институт (МЭИ) по профессии инженер-энергетик. По специальности не работал. Ещё в студенческие годы начал писать рассказы и юморески, публиковался в центральных газетах и журналах, его сатирические миниатюры звучали по радио. Работал в газете «Лесная промышленность», в журнале «Смена».
Анна окончила факультет журналистики МГУ в 1993 году. В 26 лет стала кандидатом филологических наук. В совершенстве владеет английским языком. Была кандидатом в мастера по парашютному спорту (368 прыжков).
В начале 1990-х вместе создали и возглавили рекламное агентство «Пятый отдел», которое из-за кризиса 1998 года прекратило своё существование. Тогда Анна, у которой было много свободного времени, взялась за написание книги. Начинание поддержал её брат Сергей. Анна придумала героев романа и завязку, а Сергей написал развязку. Спустя несколько месяцев роман был готов.
В 1998 году было написано первое произведение, положившее начало творческому дуэту Анны и Сергея Литвиновых.
В 2005 году приняли участие в создании многосерийного фильма «Авантюристка» по мотивам собственных книг: романы «Все девушки любят бриллианты», «Быстрая и шустрая», «Проигравший получает всё», «Отпуск на тот свет», причём Сергей в фильме исполнил роль французского полицейского Усатого Ажана, а Анна сыграла эквадорскую миллионершу нетрадиционной сексуальной ориентации.

## Сочинения

### Книжные серии
- Детектив глазами женщины
- Русский бестселлер
- Русский Сидни Шелдон
- Две звезды российского детектива
- Звёздный тандем российского детектива
- Двойной детектив от звездного тандема А и С. Литвиновых
- Высокие страсти. Романы о космосе Анны и Сергея Литвиновых

### Циклы
| «Авантюристка» («Татьяна Садовникова») - 1999 — Отпуск на тот свет - 1999 — Проигравший получает всё - 2000 — Второй раз не воскреснешь - 2001 — Все девушки любят бриллианты (в последних изданиях выходил с названием «Смерть в наследство») - 2004 — Предмет вожделения № 1 - 2004 — Оскар за убойную роль - 2005 — Дата собственной смерти - 2005 — Парфюмер звонит первым (Сувенир от парфюмера) - 2007 — SPA-чистилище - 2007 — Вояж с морским дьяволом - 2007 — Мафия бессмертна (рассказ) - 2008 — Биография smerti - 2009 — Девушка без Бонда - 2011 — Три последних дня - 2013 — Незримая связь - 2018 — Джульетта стреляет первой - 2018 — Жемчужные тени (повесть) - 2019 — Карнавал насмерть (сборник рассказов) - 2022 — Вижу вас из облаков - 2024 — Звонок с неизвестного номера | «Спецкор отдела расследований» - 2002 — Эксклюзивный грех - 2002 — Рецепт идеальной мечты - 2005 — Коллекция страхов прет-а-порте - 2006 — Ледяное сердце не болит - 2008 — Одноклассники smerti - 2009 — В Питер вернутся не все (Убийство в «Северном экспрессе») - 2010 — Через время, через океан - 2011 — Небесный остров - 2012 — Несвятое семейство - 2014 — Ныряльщица за жемчугом (Бабочки на воде) - 2017 — Десять стрел для одной - 2018 — Свадьбы не будет - 2021 — #останься дома и стреляй! (Смерть надевает маску) - 2023 — Смерть за добрые дела - 2023 — Красивая женщина умирает дважды | «Агент секретной службы» - 2001 — Звёзды падают вверх - 2001 — Пока ангелы спят - 2003 — Прогулки по краю пропасти - 2004 — Трансфер на небо - 2012 — В свободном падении - 2012 — Она читала по губам - 2012 — Вспомнить будущее - 2014 — Многие знания — многие печали - 2014 — Вне времени, вне игры - 2015 — Аватар судьбы - 2017 — Успеть изменить до рассвета - 2021 — Завтра может не быть - 2023 — Колесницы судьбы | «Паша Синичкин, частный детектив» (Римма и Паша Синичкин, частные детективы) - 2000 — Заговор небес - 2002 — Дамы убивают кавалеров - 2011 — Бойся своих желаний (Королева пиара) - 2016 — Слишком много любовников - 2017 — Горький инжир (сборник рассказов) - 2018 — Почтовый голубь мертв (Мама против) - 2019 — Грехи отцов отпустят дети - 2019 — Брат ответит - 2020 — Любить, бояться, убивать - 2020 — Улыбка смерти на устах - 2024 — Она исчезла |

| Сериал «Сага о любви и смерти» - 2003 — Чёрно-белый танец - 2003 — Предпоследний герой - 2011 — Печальный демон Голливуда Сериал «Высокие страсти. Романы о космосе Анны и Сергея Литвиновых» - 2013 — Исповедь чёрного человека - 2015 — Сердце бога - 2015 — Бойтесь данайцев, дары приносящих - 2016 — Здесь вам не Сакраменто - 2020 — Тебя убьют первым | Вне серий - 2001 — Быстрая и шустрая (Белый пиар) - 2005 — Кот недовинченный - 2006 — Красивые, дерзкие, злые - 2006 — Боулинг-79 - 2006 — Даже ведьмы умеют плакать - 2007 — Наш маленький Грааль - 2007 — Пальмы, солнце, алый снег - 2008 — Внебрачная дочь продюсера - 2008 — Ревность волхвов - 2009 — Ideal жертвы - 2010 — Золотая дева - 2010 — У судьбы другое имя - 2011 — Я тебя никогда не забуду - 2013 — «Лавка забытых вещей. Автобиография» (Сергей Литвинов) - 2013 — Мадонна без младенца - 2013 — Та самая Татьяна - 2014 — Вне времени, вне игры - 2015 — Облачко и лев - 2018 — Осколки великой мечты - 2020 — Не только детектив (Сергей Литвинов) - 2021 — Семейное проклятие | Сборники детективных рассказов - 2004 — Миллион на три не делится - 2005 — Любовь считает до трёх - 2007 — Все мужчины любят это - 2007 — Плюс-минус вечность - 2009 — Половина земного пути - 2010 — Золотой песок времени - 2013 — Дар экстрасенса - 2017 — Горький инжир - 2019 — Карнавал насмерть Антологии - 2019 — Он, она и пушистый детектив (Эксмо, ISBN 978-5-04-100591-7) - 2019 — Петербургский детектив (Эксмо, ISBN 978-5-04-099796-1) - 2019 — Приморский детектив (Эксмо, ISBN 978-5-04-103774-1) - 2007 — Осколки великой мечты (радиоспектакль Радио России) |

## Экранизации
- 2005 — «Авантюристка»: 20 серий по 45 минут. Режиссёр-постановщик Дмитрий Дьяченко, авторы сценария Анна и Сергей Литвиновы, Александр Стефанович. В главных ролях: Александр Пороховщиков, Ольга Понизова.
- 2009 — «Спецкор отдела расследований»: 8 серий по 51 минуте. Режиссёр-постановщик Михаил Шевчук, автор сценария Дмитрий Ребров. В главных ролях: Даниил Белых, Екатерина Вуличенко.
- 2010 — «Частный сыск полковника в отставке. Дата собственной смерти»: 4 серии по 44 минуты. Автор сценария и режиссёр Денис Червяков. В главных ролях: Сергей Шакуров, Александра Флоринская, Ольга Ломоносова, Екатерина Вуличенко.
- 2010 — «Частный сыск полковника в отставке. Сувенир от парфюмера»: 4 серии по 44 минуты. Режиссёр Денис Червяков. В главных ролях: Сергей Шакуров, Татьяна Тарасова.
- 2018 — «Десять стрел для одной»: 4 серии по 44 минуты. Режиссёр Наталия Микрюкова, автор сценария Ольга Гурова. В главных ролях: Екатерина Копанова, Станислав Бондаренко, Лидия Арефьева, Василий Мищенко, Василий Антонов, Алла Малкова, Евгений Березовский. По мотивам романа «Десять стрел для одной». Премьера на канале «ТВ Центр» 29 апреля 2018.
- 2018 — «Ныряльщица за жемчугом»: 4 серии по 55 минут. Режиссёр Наталия Микрюкова, сценарист Вера Шер. В главных ролях: Екатерина Копанова, Станислав Бондаренко, Марина Волкова, Кирилл Рубцов, Кирилл Дыцевич, Михаил Полицеймако. По мотивам романов «Ныряльщица за жемчугом» и «Коллекция страхов прет-а-порте». Премьера на канале «ТВ Центр» 15 декабря 2018 года.
- 2018 — «Смертельный тренинг»: 4 серии. Режиссёр Наталия Микрюкова, сценарист Ольга Гурова. В главных ролях: Екатерина Копанова, Станислав Бондаренко, Григорий Зельцер, Майя Вознесенская, Ян Цапник, Наталия Гулькина, Алексей Вакулов, Кира Кауфман, Илья Бледный, Анастасия Савосина, Александр Борисов (II), Катрин Асси, Константин Шелягин. В эпизодической роли снялся сам писатель Сергей Литвинов. По мотивам романа «Пальмы, солнце, алый снег». Премьера состоялась на канале «ТВ Центр» 22 декабря 2018 года.
- 2020 — «Одноклассники смерти»: 4 серии. Режиссёр-постановщик Филипп Коршунов, сценарист Андрей Терехов. В ролях: Екатерина Копанова, Станислав Бондаренко, Нонна Гришаева, Евгений Березовский, Елена Полянская, Александр Тютин, Сергей Борисов (III), Анастасия Савосина, Владимир Довжик, Никита Абдулов. По мотивам одноимённого романа Литвиновых. Премьера состоялась на канале «ТВ Центр» 14 марта 2020 года.

### Радиопостановки
- 2000 — «Осколки великой мечты» (Радио России)